# TRADEX (radar)
Pour les articles homonymes, voir TRADEX.
Le radar TRADEX (TRAcking and Discrimination EXperiment) est un radar en bande L et bande S du site d'essai balistique Ronald-Reagan situé sur l'ilot Roi-Namur de l'atoll Kwajalein dans les îles Marshall,,.
Mis en service sous forme d'un radar monostatique UHF et d'un illuminateur en bande L en 1963 il est destiné à l'étude de la signature électromagnétique et de la rentrée des corps de rentrée balistiques issus de missiles ICBM lancés depuis la Vandenberg Space Force Base en Californie ou de missiles IRBM du Pacific Missile Range Facility de Kauai dans l'archipel Hawaï. Le radar actuel est construit en 1970 pour la même application.
Il est de nos jours utilisé pour la détection des satellites en orbite basse et celle des météores.

## Caractéristiques
Le radar dispose d'une antenne de 26 m de diamètre. Le faisceau généré est large de 0,6 degré en bande L et de 0,3 degré en bande S.
Le signal émis est une impulsion de 50 μs en bande L et 9 μs en bande S polarisée circulairement à droite, avec une fréquence de répétition de 2 000 Hz. On enregistre les canaux détection gauche et droite. Ces mesures permettent la détermination de la position et de la vitesse des cibles et leur surface équivalente radar. TRADEX peut suivre indépendamment jusqu'à 67 cibles avec une précision de 15 m.
La puissance crête du signal de 2 MW permet de détecter une cible de niveau −47 dB S/B en bande L et −43 dB S/B en bande S.